# Pluton (ракета)
Ракета Плутон (фр. missile Pluton) — французька ядерна балістична ракета малого радіуса дії (тактична балістична ракета) на мобільній платформі на шасі танка AMX-30. Вона була розроблена для забезпечення тактичної складової французького ядерного стримування під час Холодної війни.

## Розробка
Плутон прийшов на заміну американській ракеті Honest John. Перше випробування ракети відбулося 3 липня 1970 року. Радіус дії ракети становив від 17 до 120 км, з круговим імовірним відхиленням у 150 м. Такий радіус дії дозволяв вражати цілі лише у Західній Німеччині або на території самої Франції, що призвело до розробки ракети з більшим радіусом дії під назвою Аїд. 
Пускова установка була розроблена на базі шасі танка технічної допомоги AMX-30, оснащеного краном і пусковою рампою. Боєприпас із ядерною БЧ і ракетний блок доставлялися окремо з міркувань безпеки двома вантажівками GBC8KT з довгою колісною базою. Остаточне збирання здійснювалося на місці приблизно за 45 хвилин, а запуск — упродовж наступних 10 хвилин (розгортання, визначення координат цілі, запускова послідовність).
Система була відносно легкою, що дозволяло її розгортання в складних умовах. Інформацію про ціль перед пуском отримували з БПЛА CT-20, що збільшувало оперативність та боєздатність системи Плутон.
На півночі Франції було розгорнуто п'ять полків оснащених ракетами Плутон, кожний мав по шість пускових установок:
- 3-й артилерійський полк у Маї
- 4-й артилерійський полк у Лані
- 15-й артилерійський полк у Сюїппі
- 32-й артилерійський полк у Обероффені
- 74-й артилерійський полк у Белфорті

Проект оновленої версії, яка мала назву Супер-Плутон, було відкинуто на користь проекту Аїд і поступово ракети Плутон було знято з озброєння до 1993.

## Оператори
Франція
- Французька армія

## Див також
- MGM-52 Lance